# Steffi Vertriest
Steffi Vertriest (Antwerpen, 28 juni 1987) is een Belgische zangeres en presentatrice. 

## Biografie
Steffi Vertriest is al sinds haar jeugd actief als zangeres. Ze was sinds 2002 vijf jaar lang een van de vaste leden van de koorformatie Scala en verbond zich nadien vooral aan meer kleinschalige muziekprojecten. Haar opname van Once upon a Time in the West van Ennio Morricone ging viraal op YouTube en kreeg al meer dan 31 miljoen views. 
Tijdens haar studie psychologie aan de Universiteit Gent startte Vertriest als presentatrice op de radiozender Urgent.fm, waar ze onder meer te horen was met het programma Spoetnik. In 2011 ging ze aan de slag bij Medialaan, waar ze voor VTM videoreporter was tijdens de eerste twee seizoenen van The Voice van Vlaanderen. 
Tussen 2013 en 2015 was ze er ook een van de vaste presentatrices op radiozender Qmusic, voornamelijk van het nachtprogramma Insomnia. Tegelijkertijd was ze een van de schermgezichten van de onafhankelijke televiezender JUST. 
Sinds 2015 startte ze met een foodblog, Bye Bye Cheeseburger (https://byebyecheeseburger.be/), waarop ze schrijft over topics rond gezondheid en gezonde voeding. In 2016 gaf Vertriest een TED-talk over onbewerkte en biologische voeding. 
Sinds 2016 presenteert ze gedurende drie seizoenen De gezonde goesting en één seizoen Steffi’s Healthy Pleasures een wekelijkse kookrubriek op de culinaire televisiezender njam! 
Vertriest is ook auteur van zeven boeken: 
-	De gezonde goesting (2017)
-	Méér gezonde goesting (2018)
-	Gezellige gezonde goesting (2018)
-	De beste jij (2019)
-	Bye Bye Cheeseburger (2021)
-	De kracht van gedachten (2021)
-	De kracht van waarheid (2022)
In 2019 gaf Vertriest een keynote speech op You.Legend KICKSTART, een educatieve voorstelling van Studio 100 en partners Hello Bank en TapasCity voor 4500 leerlingen van de derde graad van het secundair onderwijs verspreid over drie voorstellingen. Naast Vertriest namen onder meer ook Hans Bourlon (Studio 100), actrice en schrijfster Leen Dendievel, DJ en YouTuber Average Rob en topatleet Marc Herremans het woord.
Vertriest nam deel aan verschillende tv-programma’s, zoals De Garde van Gert op njam!
In 2020 richtte Vertriest het online theeplatform thee.be op. 
Ze werkt als theesommelier en -consultant voor meerdere restaurants en bedrijven. Ze volgde een opleiding theesommelier bij Ann Van Steenkiste, bij Thee Academie Vlaanderen en aan de UK Tea Academy. Ze lanceerde op haar theeplatform ook haar eigen theelijn: AMBAR. 
Vertriest geeft ook veel lezingen en keynotes.